# 羅拉德派

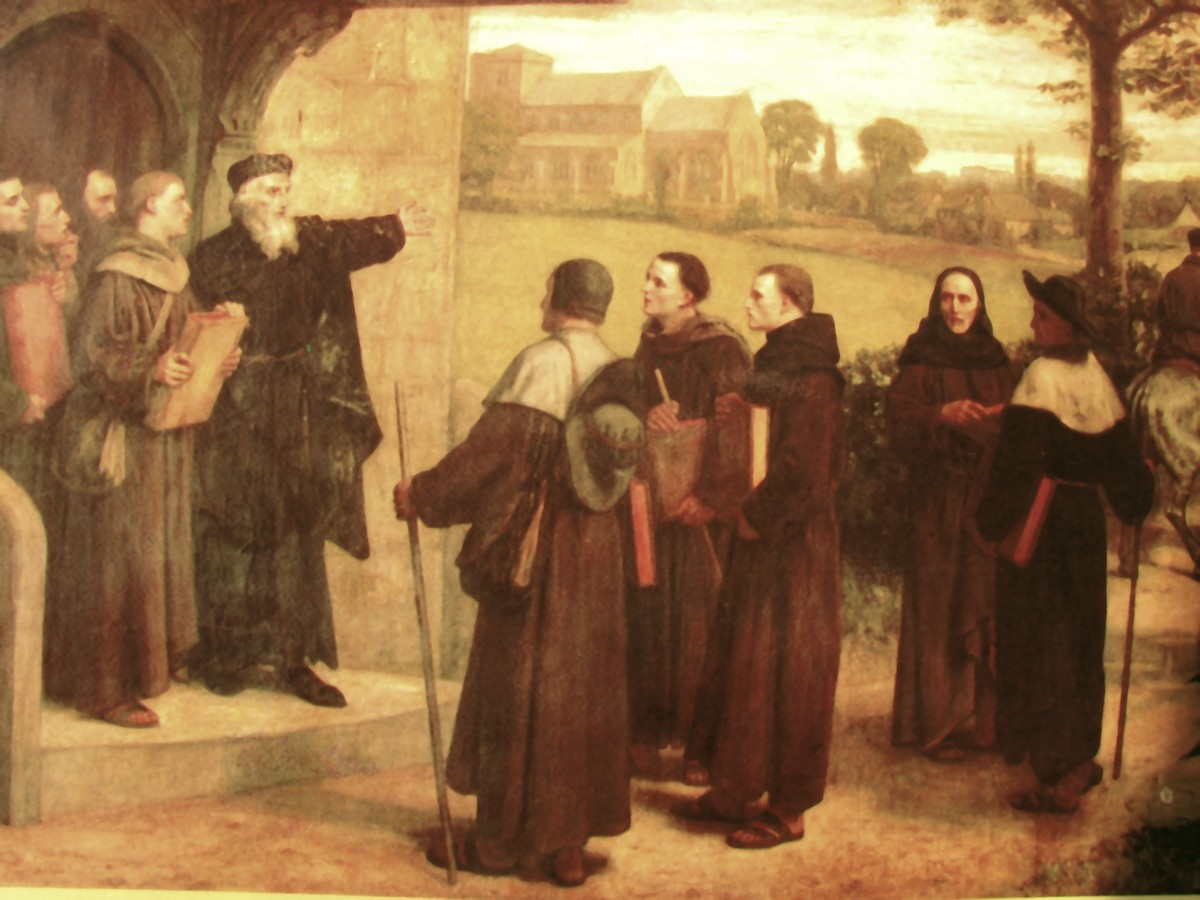
约翰·威克里夫将圣经译本发给信徒

罗拉德派（Lollardy），或称罗拉德主义（Lollardism）、罗拉德运动（Lollard movement）是英格兰宗教改革期间产生的一个新教流派。由约翰·威克里夫在1381年发起，旨在反抗天主教的权威。其信仰依据为罗拉德派的十二点结论。

## 信仰
罗拉德派使用英译圣经，认为圣经至上。在圣餐的问题上，主张圣体共在论，反对圣餐变体论。
他们认为要得到救赎，洗礼和告解都不是必须的。认为祷告、斋戒都没有任何圣经上的依据。反对偶像崇拜與教宗的赦免。
约翰·佛克塞将罗拉德派的信仰总结为四条：反聖徒崇拜、反朝圣、反圣餐变体论、要求使用英文圣经。